# Federico Valli
Federigo Valli, detto Ghigo (Lugo, 27 aprile 1906 – Brisbane, 2 settembre 1971), è stato un editore e produttore cinematografico italiano.

## Biografia

### Dal 1906 al 1940
Federigo Valli nacque in una ricca famiglia di imprenditori romagnoli. Il padre, Giacomo (1873-1934), era un ricco industriale del vino e un pioniere dell'aeronautica civile italiana: aveva partecipato tre volte alla “Coppa Baracca” (1920-21-22). La madre era Giorgina Monti, ravennate (1883-1924). Federico ereditò dal padre la passione del volo ed anche la sua passione politica: acceso repubblicano, fu capofila del partito a Lugo. 
Il 4 settembre 1920 assistette alla rappresentazione dell'opera futurista di Francesco Balilla Pratella Aviatore Dro, messa in scena al Teatro Rossini. Balilla Pratella era lughese come Valli e la sua casa si trovava di fronte alla villa di famiglia di Federico. Il dinamismo dell'arte futurista esercitò un notevole fascino sul giovane Valli.
Dopo gli studi liceali (svoltisi non a Lugo) s'iscrisse all'Università di Bologna. Qui conobbe Leo Longanesi. I due fondarono insieme la rivista goliardica e satirica «Il Dominio». Valli si laureò in una disciplina umanistica. All'università frequentò il Gruppo Universitario Fascista (GUF), arrivando a ricoprire il ruolo di segretario cittadino dell'organizzazione. 
Alla fine degli anni venti divenne collaboratore del «Corriere della Sera». Nel 1932 ottenne la direzione del periodico milanese «L'Ala d'Italia» e decise di trasferirsi nel capoluogo lombardo. Nel 1934 tornò in Romagna per sposare, a Ravenna, Maria Luisa Matteucci, coetanea, conosciuta durante gli anni universitari. La moglie lo seguì poi a Milano. Dal matrimonio nacquero due figli, Piero e Alice.
Attorno al 1935 Federico Valli si trasferì da Milano a Roma. Mantenne la direzione dell'«Ala d'Italia» e collaborò a vari periodici romani, scrivendo su temi legati all'aviazione. Divenne presidente della Federazione Nazionale del Libro e fu membro del Consiglio delle Corporazioni. Non rinunciò all'attività sportiva: nel 1935 gareggiò al Raduno internazionale aereo del Littorio; nello stesso anno partecipò all'Avio Raduno del Littorio (ripeté l'esperienza nel 1937 e nel 1938).
Entusiasta delle imprese militari del regime fascista, si arruolò volontario nella guerra d'Etiopia, combattendo dal 1935 al 1936 come sottotenente dell'Aviazione. Nell'aprile 1936 venne ferito a una gamba durante un combattimento aereo. Fu rimpatriato il mese successivo e venne insignito della medaglia d'argento al valor militare.
Tornato al mondo dell'editoria, nel 1937 divenne direttore generale della costituenda «Editoriale Aeronautica», casa editrice vicina al regime che pubblicava una decina di riviste aeronautiche. Organizzò le riprese di un documentario (Los novios de la muerte) sui combattimenti aerei nella guerra di Spagna e curò la pubblicazione dell'antologia Il volo in Italia (1939). Assunse anche il titolo di Segretario dell'Associazione mondiale della stampa aeronautica.

### Gli anni quaranta: “Documento”

La prima edizione del romanzo Agostino di Alberto Moravia. Si noti l'innovativa idea di marketing: il titolo non è stampato sulla copertina, ma impresso sulla fascetta.

Dopo aver lasciato nel 1939 la direzione della rivista «L'Ala d'Italia», nel 1940 Federico Valli decise di fondare una rivista propria. Nacque così il mensile «Documento. Periodico di attualità politica letteraria e artistica». Il primo numero uscì a Roma nel gennaio 1941. Collaborarono alla rivista nomi importanti della letteratura italiana come Corrado Alvaro, Anna Banti, Maria Bellonci, Vitaliano Brancati, Tommaso Landolfi, Curzio Malaparte, Anna Maria Ortese, Alberto Savinio. In ultimo ma non per ultimo: Alberto Moravia, che apparve con lo pseudonimo di Tobia Merlo e Pseudo, autore di 13 racconti e saggi. Ma non ci furono solo letterati: apparvero anche le firme dei pittori Carlo Carrà e Giorgio De Chirico. Valli era sia direttore che presidente della società editrice.
Parallelamente a «Documento» Valli fu editore di libri con l'«Anonima Documento Editrice». Tra il 1941 e il 1943 pubblicò una collana di saggi monografici su artisti contemporanei. La caduta del fascismo (25 luglio 1943) interruppe entrambe le attività. L'ultimo numero di «Documento» uscì in giugno; complessivamente furono pubblicati 25 numeri.
L'attività di Valli riprese nei mesi difficilissimi di fine 1943. In ottobre aprì una bottega d'arte e di libri nel centro di Roma. Si chiamò «La Margherita». Sua collaboratrice fu la giovane Maria Vittoria Rossi (non ancora Irene Brin), all'inizio della sua carriera giornalistica. Si vendevano oggetti usati di valore, quadri e libri. Il negozio fu frequentato da Luchino Visconti, Massimo Girotti, Alberto Savinio e Renato Guttuso, sempre a caccia di novità.
Contemporaneamente Valli fondò la «Documento Libraio Editore» con la quale pubblicò volumi destinati a una notevole fortuna letteraria, come La filosofia dell'arredamento di Mario Praz e Il vecchio con gli stivali di Vitaliano Brancati. Valli inoltre pubblicò cinque opere di Moravia: (L'epidemia, Due cortigiane e Serata di Don Giovanni, La cetonia, il celebre Agostino e il saggio La speranza ossia cristianesimo e comunismo). La frequentazione dei coniugi Valli con Moravia e la moglie Elsa Morante fu assidua, il che fa pensare all'instaurazione di un rapporto di amicizia tra le due coppie (lo dimostra il carteggio tra lo stesso Moravia e la Morante nel periodo intercorso dal 1944 ai primi anni Cinquanta).

### Dal dopoguerra alla morte
Gli anni del dopoguerra furono molto difficili per Valli. Sembrò non trovare posto nella nuova Italia uscita dalla guerra. Le sue fortune economiche si deteriorarono in pochi anni.

Nel 1946 pubblicò il suo ultimo libro: Primo amore scritto dalla moglie, che si firmò con lo pseudonimo Elisa Mago.

Abbandonata la carriera di editore, tentò quella di produttore cinematografico: alla fine degli anni cinquanta fondò una casa di produzione di spot pubblicitari e documentari, la «Produttori Associati per la Rai Tv». Nel 1960 produsse il documentario L'Italia non è un paese povero; nel 1961 Torino nei cent'anni (con la regia di Roberto Rossellini). Chiusa l'esperienza della «Produttori Associati», negli anni sessanta Valli collaborò alla «Fulcofilm S.p.A.»; inoltre alcuni registi (tra cui Federico Fellini) lo vollero nei propri film. 
Nel 1969 Pietro Nenni, romagnolo di Faenza e ministro degli Esteri del Governo Rumor I, lo nominò console d'Italia nella città australiana di Brisbane. Valli si trasferì nella nuova residenza e vi trascorse con la moglie gli ultimi anni della sua vita.
Morì a Brisbane il 2 settembre 1971, dopo una rapida e grave malattia.
È sepolto nella tomba di famiglia a Lugo.

## Opere
- 1933: Trullalà! (Edizioni della caveia, Lugo)[18], 16x11cm

## Filmografia
- Giulietta degli Spiriti di Federico Fellini (1965);
- La donna, il sesso e il superuomo di Sergio Spina (1967);
- Il fischio al naso di Ugo Tognazzi (1967).

## Onorificenze
- Medaglia d'argento al valor militare (battaglia di Gianagobò, 1936)[19]
- Cavaliere della Repubblica (post mortem), 13 gennaio 1972